# Bijiang
Bijiang (en chino, 碧江; pinyin, Bìjiāng, léase Bi-Chiáng) es un distrito urbano bajo la administración directa de la Prefectura Tong'ren en la provincia de Guizhou, República Popular China. 
El distrito es sede del gobierno local y es el centro de educación, economía, cultura y científica de la ciudad de Tong'ren. Su área es de 1008 km² y su población total para 2013 superó los 300 mil habitantes.
El área era conocida como Ciudad Tongren (銅仁市) hasta noviembre de 2011, cuando pasó a llamarse Distrito de Bijiang, y la Prefectura de Tongren se convirtió a ciudad-prefectura.

## Administración
A partir de enero de 2012 el distrito de Bijiang se divide en 13 pueblos que se administran en 5 subdistritos, 3 poblados y 5 villas étnicas .

## Geografía
El distrito de Bijiangse encuentra en la parte norte de la provincia de Guizhou, al norte de la montaña Lushan y al sur del Río Wu . El distrito yace en la zona de transición de la meseta Yunnan-Guizhou , la cuenca de Sichuan y las montañas de Hunan. El punto más alto es de 1400 m s. n. m., el punto más bajo es de 790 metros, la altitud promedio es de unos 260 metros.

## Clima
La zona cuenta con un de subtropical húmedo con estaciones bien diferenciadas, el verano es caluroso y soleado, mientras en el invierno se presentan heladas. La temperatura media anual es de 18C, el mes más frío es enero con una temperatura de 2C a 6C, el mes más caluroso es julio, con una temperatura promedio de 24C a 28C, la precipitación media anual es de 1100 mm a 1400 mm, la cantidad de sol al año es de 1250 horas.
| Parámetros climáticos promedio de Bijiang （1971－2000）   | Parámetros climáticos promedio de Bijiang （1971－2000） | Parámetros climáticos promedio de Bijiang （1971－2000） | Parámetros climáticos promedio de Bijiang （1971－2000） | Parámetros climáticos promedio de Bijiang （1971－2000） | Parámetros climáticos promedio de Bijiang （1971－2000） | Parámetros climáticos promedio de Bijiang （1971－2000） | Parámetros climáticos promedio de Bijiang （1971－2000） | Parámetros climáticos promedio de Bijiang （1971－2000） | Parámetros climáticos promedio de Bijiang （1971－2000） | Parámetros climáticos promedio de Bijiang （1971－2000） | Parámetros climáticos promedio de Bijiang （1971－2000） | Parámetros climáticos promedio de Bijiang （1971－2000） | Parámetros climáticos promedio de Bijiang （1971－2000） |
| Mes                                                        | Ene.                                                     | Feb.                                                     | Mar.                                                     | Abr.                                                     | May.                                                     | Jun.                                                     | Jul.                                                     | Ago.                                                     | Sep.                                                     | Oct.                                                     | Nov.                                                     | Dic.                                                     | Anual                                                    |
| ---------------------------------------------------------- | -------------------------------------------------------- | -------------------------------------------------------- | -------------------------------------------------------- | -------------------------------------------------------- | -------------------------------------------------------- | -------------------------------------------------------- | -------------------------------------------------------- | -------------------------------------------------------- | -------------------------------------------------------- | -------------------------------------------------------- | -------------------------------------------------------- | -------------------------------------------------------- | -------------------------------------------------------- |
| Temp. máx. abs. (°C)                                       | 24.3                                                     | 29.7                                                     | 36.5                                                     | 35.0                                                     | 37.3                                                     | 38.2                                                     | 39.7                                                     | 40.1                                                     | 39.7                                                     | 34.9                                                     | 31.5                                                     | 25.1                                                     | '                                                        |
| Temp. media (°C)                                           | 5.5                                                      | 7.1                                                      | 11.0                                                     | 17.1                                                     | 21.4                                                     | 24.9                                                     | 27.8                                                     | 27.3                                                     | 23.3                                                     | 17.9                                                     | 12.8                                                     | 8.0                                                      | 17                                                       |
| Temp. mín. abs. (°C)                                       | −9.2                                                     | −3.9                                                     | −0.3                                                     | 2.3                                                      | 8.5                                                      | 14.2                                                     | 16.7                                                     | 17.0                                                     | 11.1                                                     | 5.0                                                      | −0.4                                                     | −3.9                                                     | '                                                        |
| Precipitación total (mm)                                   | 38.6                                                     | 38.3                                                     | 63.4                                                     | 141.6                                                    | 191.4                                                    | 214.3                                                    | 175.7                                                    | 131.6                                                    | 86.5                                                     | 104.2                                                    | 53.8                                                     | 26.1                                                     | 1265.5                                                   |
| Días de precipitaciones (≥ 1 mm)                           | 12.8                                                     | 12.6                                                     | 15.9                                                     | 18.3                                                     | 17.8                                                     | 16.4                                                     | 12.7                                                     | 12.2                                                     | 10.1                                                     | 13.3                                                     | 10.7                                                     | 9.4                                                      | 162.2                                                    |
| Fuente: 中国气象局公共气象服务中心 12 de diciembre de 2012 |                                                          |                                                          |                                                          |                                                          |                                                          |                                                          |                                                          |                                                          |                                                          |                                                          |                                                          |                                                          |                                                          |

## Recursos
El distrito de Bijiang tiene potasio, manganeso , mercurio, fósforo, plomo, zinc, vanadio, arena de cuarzo, barita, silicio, jade, dolomita, piedra caliza, etc. 